# 额尔古纳右旗
额尔古纳右旗，中国旧旗名。
1933年由奇乾县改置，治所在吉如穆图（奇乾，今内蒙古自治区额尔古纳市北奇乾）。1945年，中共政权占领当地后，仍设本旗。1947年裁撤，与额尔古纳左旗合并，设立额尔古纳旗。1966年额尔古纳旗撤销，复置额尔古纳左、右旗。额尔古纳右旗驻三河镇（今额尔古纳市北三河镇）。1971年迁今额尔古纳市驻地拉布达林镇。1994年裁撤，改设额尔古纳市。驻拉布达林镇。